# برایتناو (آلمان)
برایتناو (به آلمانی: Breitenau) یک شهر در آلمان است که در وستروالدکرایس واقع شده‌است.